# 忠見村
忠見村（ただみむら）は、福岡県八女郡にあった村。現在の八女市の一部。

## 地理
星野川下流の右岸の位置し、中央に山ノ井川が流れていた。

## 歴史
- 1889年（明治22年）4月1日 - 町村制の施行により、上妻郡忠見村、本村、大籠村、黒土村、井延村が合併して村制施行し、忠見村が発足[2][3]。
- 1896年（明治29年）4月1日 - 郡の統合により八女郡に所属[2][4]。
- 1954年（昭和29年）4月1日 - 八女郡福島町に編入され即日市制施行して八女市となった[2][3]。